# 付宏刚
付宏刚，黑龙江大学教授，主要从事光催化和电催化领域的材料设计合成，结构调控等方面的研究工作。任英国皇家化学会会士，入选中华人民共和国教育部2009年度"长江学者"特聘教授。